# Ponny Durango
Pony Durango fue una serie de cómic del oeste creada por Víctor de la Fuente para la revista chilena "El Peneca" en 1947 y desarrollada luego por él y su hermano, ya de vuelta en España, diez años después.

## Creación y trayectoria editorial
En 1947, estando en Santiago de Chile y añorando su anterior etapa como historietista en España, Víctor de la Fuente decide dibujar un western con guion propio de nombre Pony Durango, historieta que no llega a finalizar.
En 1958 su hermano Ramón, asentado en España y residiendo en Barcelona con trabajo para la editorial inglesa D.C. Thompson y para Toutain en Selecciones Ilustradas, le anima a que le envié alguno de sus más recientes dibujos. Cree que existen posibilidades de poder colocarlo como dibujante e iniciar una nueva etapa como historietista. Víctor le envía lo que tiene de Pony Durango y las primeras páginas de otro western que está comenzando a dibujar, Lacy. Ramón completa con sus dibujos la historia de Pony Durango y la historieta se publica en "Balalín". También le muestra este trabajo a Joseph Toutain y a partir de este momento se inicia la que será una fructífera relación artística entre ambos.
Posteriormente, Ponny Durango se publicó en "Comics" de ediciones Ursus (ns 6, 1972), junto a El Pequeño Libertado de Ramón, y en la Editorial Valenciana, en la época en que su hermano Chiqui publicaba los personajes de Oliver, Pampa y Héctor en las colecciones de "Jaimito", "Toby" y "Pumby" (1984).
Por una serie de circunstancias motivadas por la búsqueda de originales para las tres exposiciones que sobre los hermanos De la Fuente se montaron en Asturias en el Salón del año 2003, se expusieron varias páginas de Pony Durango. Se pudo contemplar entonces como habían sido totalmente manipuladas para poder adoptarlas a los montajes que de ellas se han hecho, en función del formato de la publicación: viñetas recortadas, dibujos añadidos, etc.